# Sumatori d'Euler
|  | Per altres significats, vegeu llista de temes anomenats en honor de Leonhard Euler. |

El sumatori d'Euler és un mètode de sumabilitat per a sèries convergents i divergents. Donada una sèrie Σan, si la seva Transformació d'euler convergeix a una suma, llavors aquella suma s'anomena el sumatori d'Euler de la sèrie original.
El sumatori d'Euler es pot generalitzar a una família de mètodes denotats (E, q), on q ≥ 0. La (E, 0) suma és el sumatori habitual (convergent), mentre (E, 1) és el sumatori d'Euler corrent. Tots aquests mètodes són estrictament més dèbils que el sumatori de Borel; per q > 0 són incomparables amb el sumatori d'Abel.

## Definició
El sumatori d'Euler es fa servir especialment per accelerar la convergència de sèrie alternades i permet avaluar sumes divergents.
{\displaystyle _{E_{y}}\,\sum _{j=0}^{\infty }a_{j}:=\sum _{i=0}^{\infty }{\frac {1}{(1+y)^{i+1}}}\sum _{j=0}^{i}{i \choose j}y^{j+1}a_{j}.}
Per justificar l'enfocament observeu que per a la suma intercanviada, l'sumatori d'Euler es redueixi a la sèrie inicial, perquè
{\displaystyle y^{j+1}\sum _{i=j}^{\infty }{i \choose j}{\frac {1}{(1+y)^{i+1}}}=1.}
Aquest mètode mateix no pot ser millorat per l'aplicació iterateda, ja que
{\displaystyle _{E_{y_{1}}}{}_{E_{y_{2}}}\sum =\,_{E_{\frac {y_{1}y_{2}}{1+y_{1}+y_{2}}}}\sum .}

## Exemples
- eS TÉ {\displaystyle \sum _{j=0}^{\infty }(-1)^{j}P_{k}(j)=\sum _{i=0}^{k}{\frac {1}{2^{i+1}}}\sum _{j=0}^{i}{i \choose j}(-1)^{j}P_{k}(j)}, si {\displaystyle P_{k}} és un polinomi de grau k. Observeu que en aquest cas el sumatori d'Euler redueix una sèrie infinita a una suma finita.

- L'elecció particular {\displaystyle P_{k}(j):=(j+1)^{k}} proporciona una representació explícita dels Nombres de Bernoulli, des de {\displaystyle \zeta (-k)=-{\frac {B_{k+1}}{k+1}}}. En efecte, aplicant el sumatori d'Euler als resultats de funció de zeta {\displaystyle {\frac {1}{1-2^{k+1}}}\sum _{i=0}^{k}{\frac {1}{2^{i+1}}}\sum _{j=0}^{i}{i \choose j}(-1)^{j}(j+1)^{k}}, que és polinòmica per a {\displaystyle k} un enter positiu; cfr. Funció zeta de Riemann.

- {\displaystyle \sum _{j=0}^{\infty }z^{j}=\sum _{i=0}^{\infty }{\frac {1}{(1+y)^{i+1}}}\sum _{j=0}^{i}{i \choose j}y^{j+1}z^{j}={\frac {y}{1+y}}\sum _{i=0}\left({\frac {1+yz}{1+y}}\right)^{i}}. Amb una elecció apropiada de {\displaystyle y} aquesta sèrie convergeix a {\displaystyle {\frac {1}{1-z}}}.